# Konrad Rehlinger
Konrad Rehlinger (* 1330; † 6. August 1380) war ein Augsburger Stadtpfleger.
Konrad Rehlinger (der Ältere) befand sich in den Jahren 1367, 1371, 1375 und 1379 als Stadtoberhaupt im Amt und gehörte zu der Augsburger Patrizierfamilie der Rehlinger. In Augsburg wurde die Amtsbezeichnung Stadtpfleger synonym zur Bezeichnung Bürgermeister verwendet.